# كأس العالم للسيدات تحت 20 سنة لكرة القدم 2014
كأس العالم للسيدات تحت 20 سنة لكرة القدم 2014 (بالإنجليزية: 2014 FIFA U-20 Women's World Cup)‏ هو الموسم 7 من  كأس العالم للسيدات تحت 20 سنة لكرة القدم. أقيم خلال الفترة 2014 وحتى 24 أغسطس 2014، وأشرف على تنظيمه الاتحاد الدولي لكرة القدم، وكان عدد الأندية المشاركة فيه  16، وفاز فيه منتخب ألمانيا لكرة القدم للسيدات.